# Frachat-Gletscher
Der Frachat-Gletscher ist ein Gletscher im Norden der westantarktischen Alexander-I.-Insel. Von den Rouen Mountains fließt er in südwestlicher Richtung zum Russian Gap.
Das UK Antarctic Place-Names Committee benannte den Gletscher 1980 nach Monsieur Frachat, Motoringenieur auf dem Forschungsschiff Pourquoi-Pas ? bei der Fünften Französischen Antarktisexpedition (1908–1910) unter der Leitung des Polarforschers Jean-Baptiste Charcot.